# Usitaco
Usitaco (Usi Taco, Usi-Taco) ist ein osttimoresischer Suco im Verwaltungsamt Nitibe (Sonderverwaltungsregion Oe-Cusse Ambeno).

## Geographie
Vor der Gebietsreform 2015 hatte Usitaco eine Fläche von 64,46 km². Nun sind es 57,81 km². Der Suco liegt im Zentrum des Verwaltungsamts Nitibe. Nordöstlich befindet sich der Suco Suniufe, südöstlich Lelaufe und westlich Beneufe. Im Nordwesten befindet sich die Sawusee. Im Osten grenzt Usitaco an das Verwaltungsamt Pante Macassar mit seinem Suco Taiboco und im Süden an den Nachbarstaat Indonesien. Die Landesgrenze bildet der Fluss Kusi (der spätere Noel Besi). Im Nordwesten folgt der Fluss Oelete der Grenze zu Beneufe bis zu seiner Mündung in die Sawusee.
Im Südosten des Sucos liegen die meisten größeren Ortschaften des Sucos. Die größte ist Nitibe, von der aus eine Überlandstraße nach Passabe führt. Um Nitibe herum liegen die Dörfer Oamna, Cuantua (Kuntua), Fatunababo und etwas weiter südwestlich Bonemelo (Bonemeto). An der Küste liegen außerdem die Orte Oelete und Bonak, durch die die Überlandstraße von Citrana, dem Hauptort des Verwaltungsamts, nach Pante Macassar, der Gemeindehauptstadt führt. In Nitibe befinden sich ein Hubschrauberlandeplatz, eine medizinische Station und eine Grundschule, die Escola Primaria Nitibe (Fatubena). Eine weitere medizinische Station liegt im Westen des Sucos.
Im Suco befinden sich die vier Aldeias Cuantua, Fatunababo, Nitibe und Oamna.

## Einwohner
Im Suco leben 2.347 Einwohner (2022), davon sind 1.211 Männer und 1.137 Frauen. Im Suco gibt es 562 Haushalte. Fast 100 % der Einwohner geben Baikeno als ihre Muttersprache an. Nur eine kleine Minderheit spricht Tetum Prasa.

## Geschichte
Während der Unruhen im Umfeld des Unabhängigkeitsreferendums in Osttimor 1999 wurden in Usitaco mehrere Häuser durch pro-indonesische Milizen niedergebrannt. Die Bevölkerung floh in das indonesische Westtimor.

## Politik
Bei den Wahlen von 2004/2005 wurde Julio Cael zum Chefe de Suco gewählt und 2009 in seinem Amt bestätigt. Bei den Wahlen 2016 gewann Hilario D. Babo Colo.